# Neoneura jurzitzai
Neoneura jurzitzai – gatunek ważki z rodziny łątkowatych (Coenagrionidae).